# Питър Фрамптън
Питър Кенет Фрамптън (на английски: Peter Kenneth Frampton) е английски рок певец и китарист.

## Биография
Роден е на 22 април 1950 г. в Бромли, днес част от Лондон. Започва музикалната си кариера в средата на 60-те години и свири в групите Хърд и Хъмбъл Пай, след което започва самостоятелна дейност. Най-голяма известност му донася концертния албум „Frampton Comes Alive!“ (1976), който се превръща в най-продавания концертен албум дотогава. Албумът му „Fingerprints“ получава наградата Грами за най-добър интрументален поп албум за 2007 година.